# Azioni sul Matanikau
Le azioni militari lungo fiume Matanikau nel mese di settembre e ottobre 1942 - a volte indicate come la seconda e terza battaglie del Matanikau - furono condotte dalla 1ª Divisione marine lungo il fianco occidentale della testa di ponte stabilita a Guadalcanal, sulla sponda destra del fiume Matanikau.
Gli scontri, svoltisi tra il 23 e 27 settembre e nuovamente tra il 6 e il 9 ottobre, ebbero lo scopo di eliminare la presenza di svariate unità giapponesi concentrate nella zona tra la testa di ponte e il fiume, un'area di raccolta per le offensive oppure per riorganizzarsi. La prima operazione si concluse con uno scacco tattico per gli americani, che ripiegarono dopo aver subito perdite pesanti; il secondo attacco, invece, meglio curato e condotto con forze superiori, ripulì la sponda destra del Matanikau dalle truppe nipponiche e complicò notevolmente la pianificazione dell'assalto massiccio a Henderson Field, previsto per la fine di ottobre.